# Ashton (Herefordshire)
Ashton – przysiółek w Anglii, w Herefordshire, w dystrykcie (unitary authority) Herefordshire. Leży 5,4 km od miasta Leominster, 24 km od miasta Hereford i 199,7 km od Londynu. Ashton jest wspomniana w Domesday Book (1086) jako Estune.